# Малое Шигаево
Малое Шигаево (чув. Пуснаркасси) — деревня в Мариинско-Посадском муниципальном округе Чувашской Республики России.  С 2004 до 2023 года входила  в состав Большешигаевского сельского поселения. С 2023 года входит в состав Большешигаевского территориального отдела.

## География
Деревня находится в северо-восточной части Чувашии, в пределах Чувашского плато, в зоне хвойно-широколиственных лесов, к западу от реки Сундырки, на расстоянии примерно 8 километров (по прямой) к югу от города Мариинский Посад, административного центра района. Абсолютная высота — 147 метров над уровнем моря.

### Часовой пояс
Деревня Малое Шигаево, как и вся Чувашия, находится в часовой зоне МСК (московское время). Смещение применяемого времени относительно UTC составляет +3:00.

## Население
| 2010 | 2012 |
| ---- | ---- |
| 157  | ↘154 |

### Половой состав
По данным Всероссийской переписи населения 2010 года в гендерной структуре населения мужчины составляли 49,7 %, женщины — соответственно 50,3 %.

### Национальный состав
Согласно результатам переписи 2002 года, в национальной структуре населения чуваши составляли 98 % из 191 чел.